# فحم حجري

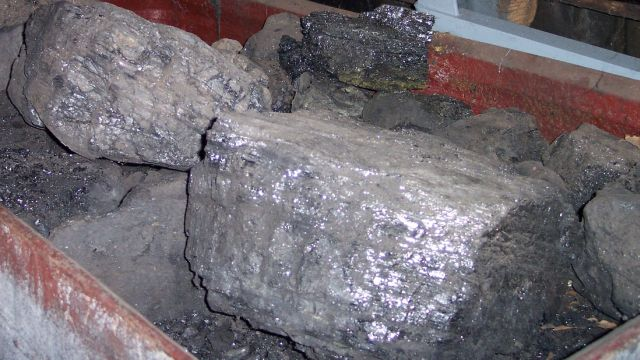
فحم حجري

الفحم الحجري صخر أسود أو بني اللون وغالبا يكون أسود اللون قابل للاشتعال والاحتراق، ويوجد في طبقات أرضية أو عروق، يتكوّن أساسا من الكربون، بالإضافة إلى نسب متفاوتة من عناصر أخرى (يتصدرها الهيدروجين، كبريت، أكسجين، ونيتروجين بالإضافة لعناصر أخرى).
الفحم هو صخر رسوبي يتكون كطبقات من الصخور تُسمى طبقات فحم. يتكون الفحم عندما تتحلل النباتات الميتة وتصبح خثًا، ويتم تحويلها بفعل الحرارة العالية وضغط الدفن عبر ملايين السنين. بالرغم من أنَّ الفحم-معظمه- يتكون في الرواسب الطبقية، قد تتعرض هذه الرواسب إلى درجات حرارة مرتفعة للغاية وضغوط ناتجة عن التدخلا النارية أو تشوه في عملية التكون (أي عمليات تكون الجبال)، مما قد يؤدي إلى تطور الأنثراسيت وحتى الجرافيت.
الفحم هو وقود أحفوري استخدم عبر التاريخ كمصدر للطاقة الحرارية، فاستخدم للتدفئة، وكوقود للقطارات في بداية عهد اختراع الآلة البخارية، إلا أنه هناك مشاكل جمّة للبيئة جراء استخدامه تتمثل بأثر صناعة الفحم على البيئة والإحترار العالمي كون الفحم أحد أكبر مصادر انبعاثات ثاني أكسيد الكربون غير الطبيعية (أي كنتيجة لممارسات البشر). الاستخدام الأساسي اليوم لهذه الطاقة عالميا هو في إنتاج الكهرباء، كما يستعمل الفحم الحجري كذلك في إنتاج فحم الكوك وهو مادة خام أساسية في صناعة الحديد والفولاذ. وتنتج مواد أخرى عن عملية إنتاج فحم الكوك، يمكن استعمالها في صناعة الأدوية والأصباغ والأسمدة. أما في المنطقة العربية فتستخدم مصر الفحم الحجري في صناعة الأسمنت.
تولد محطات إنتاج الكهرباء باحتراق الفحم الحجري ثلثي الكهرباء المستهلكة في العالم، رغم ان مولدات الكهرباء التي تستخدم الفحم تبعث حوالي 2000 رطل من ثاني أكسيد الكربون لتوليد كل ميجاواط/ساعة، وهو حوالي ضعف ما يبعثه الغاز الطبيعي لتوليد ذات الطاقة (المقدر ب1100 رطل). ففي عام 1999، كان مجمل الانبعاث العالمي من ثاني أكسيد الكربون المنبعث من الفحم كان 8666 مليون طن. في 2011، قُدّر مجمل انبعاثات ثاني أكسيد الكربون من الفحم الحجري ب14416 طن. بسبب الفعّالية الأعلى للغاز الطبيعي في توليد الكهرباء، وانتقال السوق في الولايات المتحدة الأمريكية تحوّل للتقليل من توليد الكهرباء بالفحم الحجري وزيادته باستخدام الغاز، فإن انبعاث ثاني أكسيد الكربون هناك قد انخفض، والقراءات في الربع الأول من عام 2012 كانت الأقل مقارنة بأي قراءة في الربع الأول منذ عام 1992. في عام 2013، أشار رئيس وكالة الأمم المتحدة للمناخ بإبقاء معظم مخزون الفحم الحجري في الأرض لتجنب احترار عالمي كارثي.

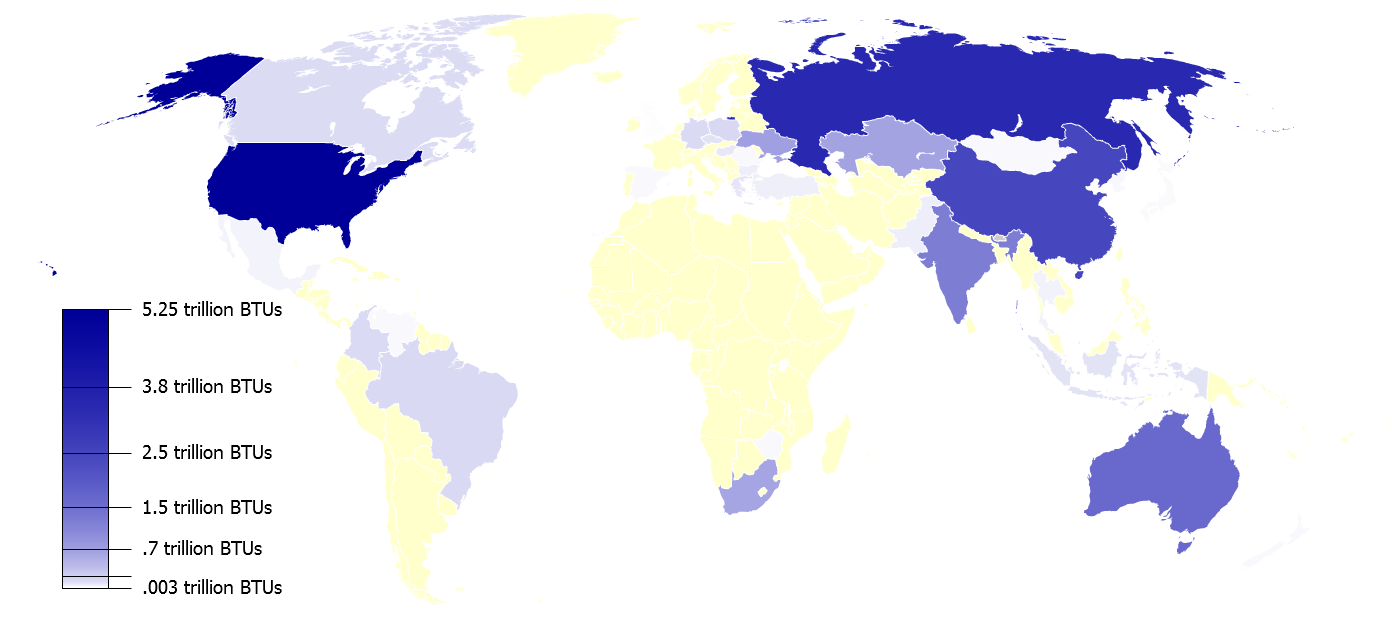
المخزون العالمي للفحم لعام 2009 بالBTU

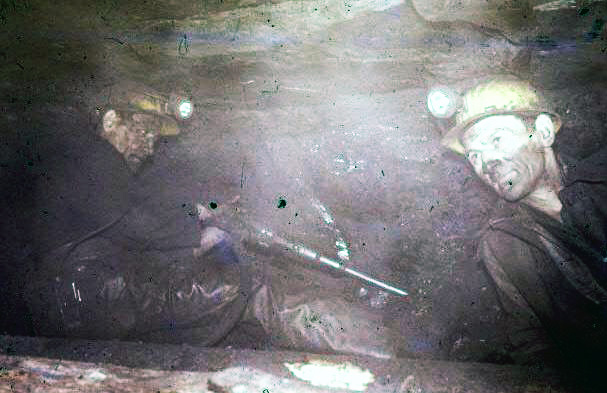
استخراج الفحم الحجري في ألمانيا عام 1965.

يستخرج الفحم من الأرض إما من المناجم العامودية، أو المناجم السطحية أو المفتوحة. تحتل الصين رأس قائمة منتجي الفحم منذ عام 1983 . فأنتجت في عام 2011 3520 مليون طن من الفحم، – 49.5% من ال 7695 مليون طن الناتج عالميا. في 2011 كانت الولايات المتحدة الأمريكية(993 مليون طن) والهند(589) والاتحاد الأوروبي (576) وأستراليا (416) الدول الأكثر إستخراجا للفحم. وفي 2010 كان أكبر المصدرين أستراليا (ب328 مليون طن، 27.1% من حجم التصدير العالمي) وإندونيسيا (ب316 مليون طن (26.1%))، بينما كان أكبر المستوردين هم اليابان ب207 مليون طن (17.5% من حجم الإستيراد العالمي للفحم)، والصين ب195 مليون طن (16.6%) وكوريا الجنوبيةب 126 مليون طن (10.7%).

## أصل الكلمة
أخذت الكلمة في الأصل الشكل col في اللغة الإنجليزية القديمة، والتي بدورها يُفترض أنها تأتي من «الفحم الحي».  وتشمل الكلمات المشتركة في قديم الفريزية كولي، الهولندية الوسطى كول، الهولندية كوول، الألمانية العليا القديمة تشول، الألمانية Kohle والإسكندنافية القديمة كول، وبالإيرلندية gual هي أيضًا مشابه لها عبر الجذرالهندو-أوروبي.

## الجيولوجيا
يتكون الفحم من المعادن والماء. وربما الأحافير والعنبر قد يكونا موجودين في الفحم.

### تشكيل - تكوين

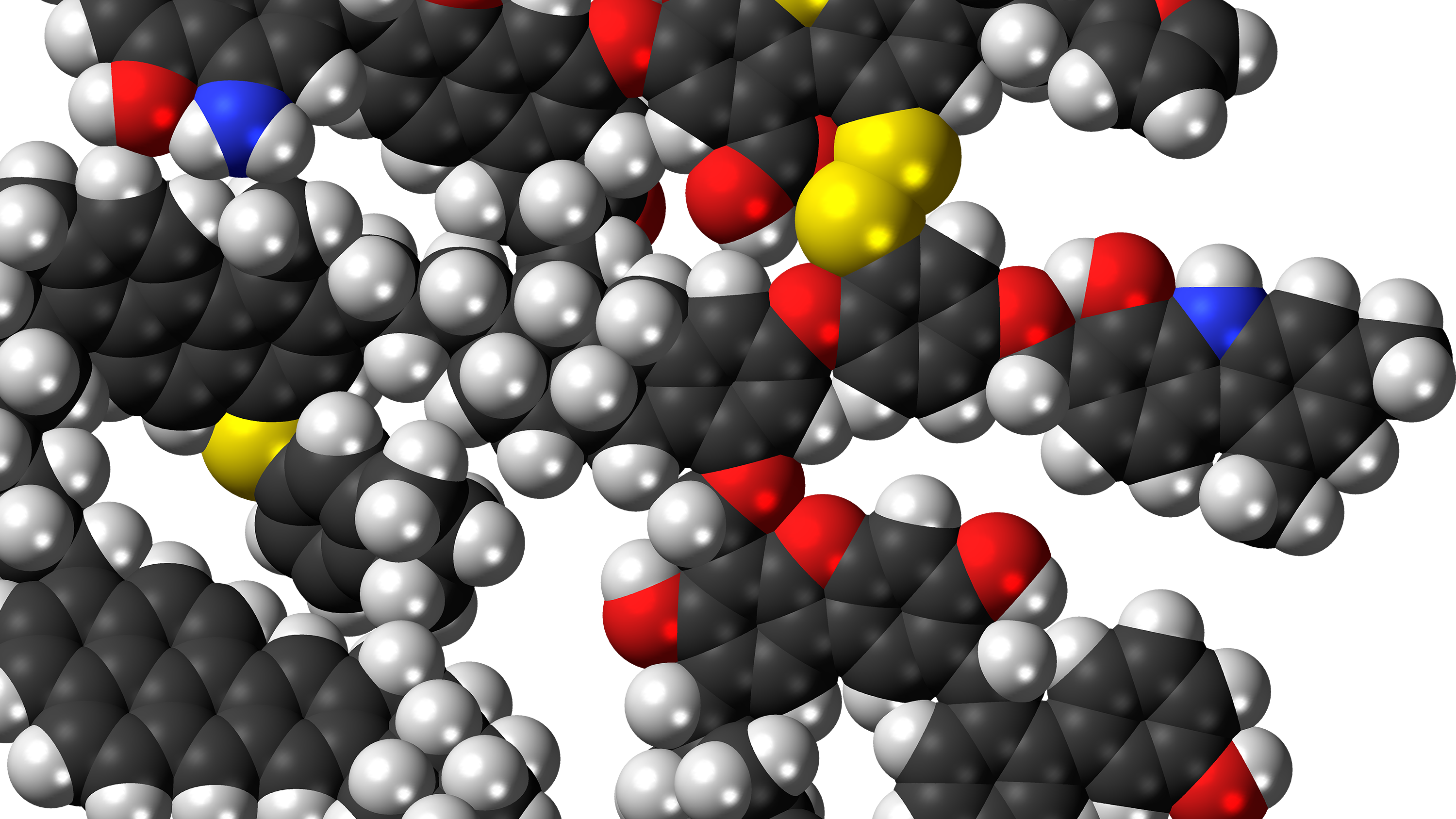
نموذج عن التركيبة الكيميائية للفحم الحجري

يسمى تحويل الغطاء النباتي الميت إلى فحم بالتحالف. في أوقات مختلفة في الماضي الجيولوجي، كانت الأرض تحتوي على غابات كثيفة  في مناطق الأراضي الرطبة المنخفضة. في هذه الأراضي الرطبة، وبدأت عملية coalification عندما كان ميتا فعاش المواد النباتية محمى من التحلل والتأكسد، وعادة من الطين أو المياه الحمضية، وتحويلها إلى الجفت. أدى هذا إلى حبس الكربون في مستنقعات ضخمة دفنت في النهاية بعمق بواسطة الرواسب. ثم، على مدى ملايين السنين، تسببت حرارة وضغط الدفن العميق في فقدان الماء والميثان وثاني أكسيد الكربون وزيادة نسبة الكربون. الصف الفحم المنتجة تعتمد على الضغط الأقصى وصلت درجة الحرارة، مع الليغنيت (وتسمى أيضا «الفحم البني») المنتجة تحت ظروف معتدلة نسبيا، والفحم شبه القاري، الفحم الحجري، أو أنثراسايت (وتسمى أيضا «الفحم الصلب» أو «الفحم الأسود») ينتج بدوره مع زيادة درجة الحرارة والضغط.
من بين العوامل التي تدخل في عملية التحصين، تعتبر درجة الحرارة أكثر أهمية من الضغط أو وقت الدفن. يمكن أن يتشكل الفحم الحجري في درجات حرارة منخفضة تصل إلى 35 إلى 80 درجة مئوية (95 إلى 176 درجة فهرنهايت) بينما يتطلب أنثراسيت درجة حرارة لا تقل عن 180 إلى 245 درجة مئوية (356 إلى 473 درجة فهرنهايت).
على الرغم من أن الفحم هو معروف عن معظم فترات الجيولوجية، أودعت 90٪ من جميع طبقات الفحم في فترات العصرالكربوني والعصر البرمي، والتي تمثل 2٪ فقط من التاريخ الجيولوجي للأرض.  ومن المفارقات أن هذا كان خلال العصر الجليدي المتأخر من حقب الحياة القديمة، وهو وقت التجلد العالمي. ومع ذلك، فإن الانخفاض في مستوى سطح البحر العالمي المصاحب للجليد كشف عن الجرف القاري الذي كان مغمورًا في السابق، وأضيف إليهادلتا الأنهار العريضة الناتجة عن زيادة التآكل بسبب الانخفاض في مستوى القاعدة. وفرت هذه المناطق الواسعة من الأراضي الرطبة ظروفًا مثالية لتكوين الفحم. انتهى التكوين السريع للفحم بفجوة الفحم فيحدث الانقراض بين العصر البرمي والترياسي، حيث يكون الفحم نادرًا.
الجغرافيا المواتية وحدها لا تفسر طبقات الفحم الكربونية الواسعة.  العوامل الأخرى التي ساهمت في سرعة الترسيب السريع للفحم كانت مستويات الأكسجين العالية، التي تزيد عن 30٪، والتي أدت إلى حرائق الغابات الشديدة وتكوين الفحم الذي كان غير قابل للهضم عن طريق الكائنات الحية المتحللة. ارتفاع مستويات ثاني أكسيد الكربون التي عززت نمو النبات؛ وطبيعة الغابات الكربونية، والتي تضمنت أشجار الليكوفيت التي يعني نموها المحدد أن الكربون لم يتم تقييده في خشب القلب من الأشجار الحية لفترات طويلة.
اقترحت إحدى النظريات أنه منذ حوالي 360 مليون سنة، طورت بعض النباتات القدرة على إنتاج اللجنين، وهو بوليمر معقد يجعل جذوع السليلوز أكثر صلابة وأكثر خشبية. أدت القدرة على إنتاج اللجنين إلى تطور الأشجار الأولى. لكن البكتيريا والفطريات لم تطور على الفور القدرة على تحلل اللجنين، لذلك لم يتحلل الخشب بالكامل ولكنه أصبح مدفونًا تحت الرواسب، وتحول في النهاية إلى فحم. منذ حوالي 300 مليون سنة، طور الفطر والفطريات الأخرى هذه القدرة، منهية فترة تكوين الفحم الرئيسية في تاريخ الأرض. ومع ذلك، دحضت دراسة أجريت عام 2016 هذه الفكرة إلى حد كبير، ووجدت أدلة واسعة على تدهور اللجنين خلال العصر الكربوني، وأن التحولات في وفرة اللجنين لم يكن لها أي تأثير على تكوين الفحم. اقترحوا أن العوامل المناخية والتكتونية كانت تفسيرًا أكثر منطقية.
الفحم معروف من طبقات ما قبل الكمبري، والتي تسبق النباتات الأرضية. يُفترض أن هذا الفحم قد نشأ من بقايا الطحالب.
في بعض الأحيان تكون طبقات الفحم (المعروفة أيضًا باسم طبقات الفحم) متداخلة مع رواسب أخرى في cyclothem. يُعتقد أن Cyclothems لها أصلها في الدورات الجليدية التي أنتجت تقلبات في مستوى سطح البحر، والتي كشفت بالتناوب ثم غمرت مساحات كبيرة من الجرف القاري.

#### كيمياء الائتلاف
الخث الحديث هو في الغالب اللجنين. يتراوح مكون السليلوز والهيميسليلوز من 5٪ إلى 40٪. توجد أيضًا مركبات عضوية أخرى مختلفة، مثل الشمع والمركبات المحتوية على النيتروجين والكبريت. اللجنين عبارة عن بوليمرات من مونوليجنول، وهي عائلة من الكحوليات التي تشترك في حلقة البنزين مع سلسلة جانبية من الكحول الأليل. يتم تشابك هذه بواسطة سلاسل الكربوهيدرات لتشكيل اللجنين، الذي يحتوي على تركيبة عامة تقارب (C 31 H 34 O 11) n  السليلوز عبارة عن بوليمر جلوكوز مع الصيغة التقريبية (C 6 H10 س 5) ن.  يتكون وزن اللجنين من حوالي 54٪ كربون و 6٪ هيدروجين و 30٪ أكسجين، بينما يحتوي السليلوز على تركيبة وزن تبلغ حوالي 44٪ كربون و 6٪ هيدروجين و 49٪ أكسجين.يتكون الفحم البيتوميني من حوالي 84.4٪ كربون، 5.4٪ هيدروجين، 6.7٪ أكسجين، 1.7٪ نيتروجين، و 1.8٪ كبريت، على أساس الوزن.  هذا يعني أن العمليات الكيميائية أثناء عملية التحصين يجب أن تزيل معظم الأكسجين والكثير من الهيدروجين، تاركًا الكربون، وهي عملية تسمى الكربنة.
تتم عملية الكربنة في المقام الأول عن طريق الجفاف، ونزع الكربوكسيل، وإزالة الميثان. يزيل الجفاف جزيئات الماء من الفحم الناضج عبر تفاعلات مثل
2 R – OH → R – O – R + H 2 O
2 R-CH2-O-CH2-R → R-CH = CH-R + H 2 O
إزالة الكربوكسيل يزيل ثاني أكسيد الكربون من الفحم الناضج ويتحقق عن طريق تفاعل مثل
RCOOH → RH + CO 2
بينما تستمر عملية إزالة الميثان من خلال تفاعل مثل
2 R-CH 3 → R-CH 2 -R + CH 4
في كل من هذه الصيغ، يمثل R باقي جزيء السليلوز أو اللجنين الذي ترتبط به المجموعات المتفاعلة.
يحدث الجفاف ونزع الكربوكسيل في وقت مبكر من عملية التحصين، بينما تبدأ عملية إزالة الميثان فقط بعد أن وصل الفحم بالفعل إلى مرتبة البيتومين.  تأثير نزع الكربوكسيل هو تقليل النسبة المئوية للأكسجين، في حين أن إزالة الميثان يقلل من نسبة الهيدروجين. يعمل الجفاف على حد سواء، ويقلل أيضًا من تشبع العمود الفقري للكربون (زيادة عدد الروابط المزدوجة بين الكربون).
مع استمرار الكربنة، يتم استبدال المركبات الأليفاتية (مركبات الكربون التي تتميز بسلاسل من ذرات الكربون)بمركبات عطرية (مركبات الكربون التي تتميز بحلقات من ذرات الكربون) وتبدأ الحلقات العطرية في الاندماج في العديد من المركبات العطرية المركبات (حلقات مترابطة من ذرات الكربون).  تشبه البنية بشكل متزايد الجرافين، العنصر الهيكلي للجرافيت.
التغييرات الكيميائية مصحوبة بتغيرات فيزيائية، مثل انخفاض متوسط حجم المسام.  تتكون العناصر المعدنية (الجزيئات العضوية) من الليغنيت من الهومينايت، وهو ترابي في المظهر. عندما ينضج الفحم إلى الفحم شبه القاري، يبدأ الهومينايت في الاستعاضة عنه بالفيترينيتالزجاجي (اللامع).  يتميز نضج الفحم الحجري بالبيتومين، حيث يتم تحويل جزء من الفحم إلى البيتومين، وهو مادة هلامية غنية بالهيدروكربونات.  يتميز النضج إلى أنثراسايت بإزالته (من إزالة الميثان) وزيادة ميل أنثراسايت للانفصال عن طريق كسر محاري، على غرار طريقة كسر الزجاج السميك.

### أنواع

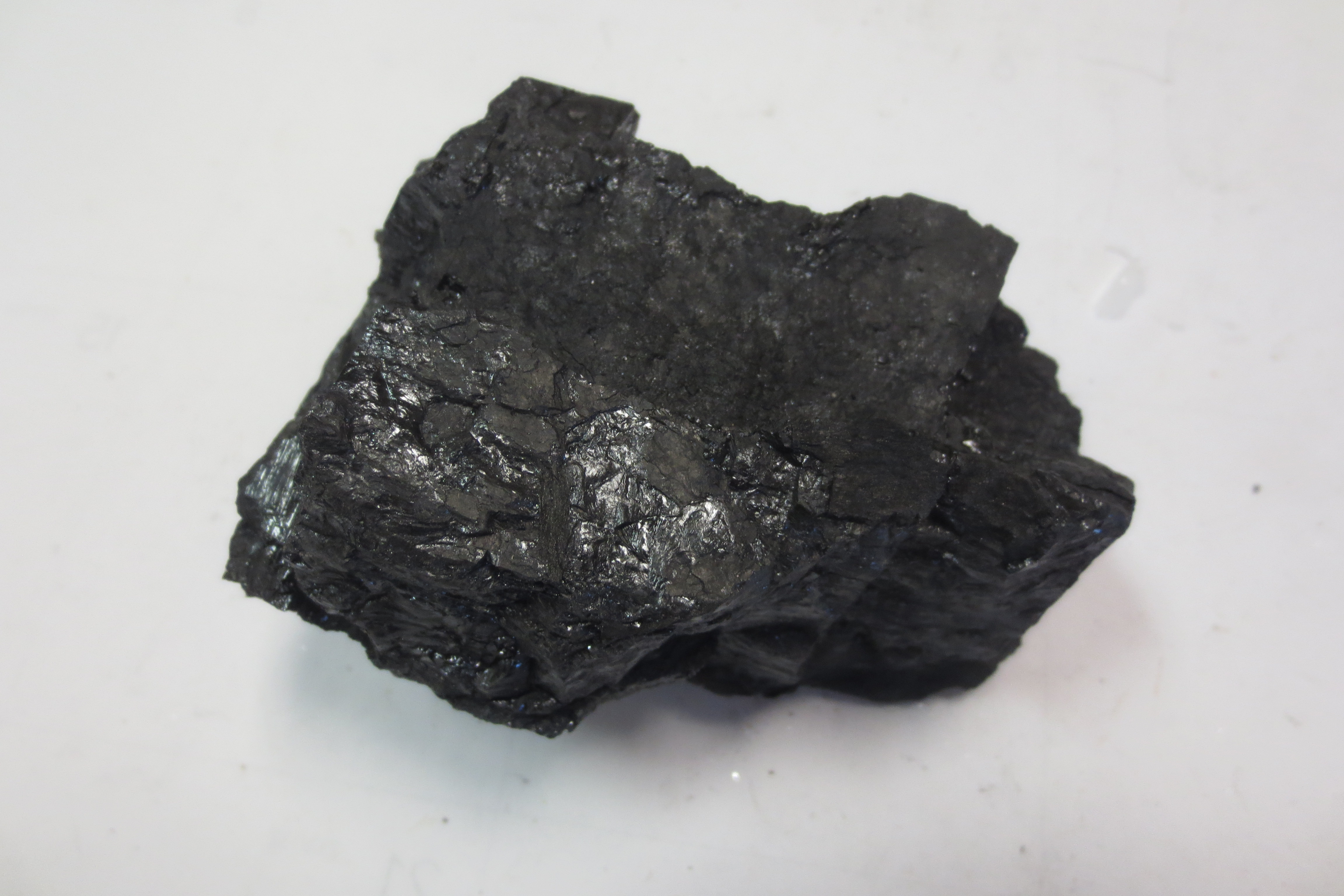
الفحم الحجري

نظرًا لأن العمليات الجيولوجية تمارس ضغطًا على المواد الحيوية الميتة بمرور الوقت، في ظل ظروف مناسبة، تزداد درجتها المتحولة أو رتبتها بالتتابع إلى:
- الخث، مقدمة من الفحم
- الليغنيت، أو الفحم البني، وهو أدنى رتبة من الفحم، والأكثر ضررًا على الصحة [28]،  يُستخدم بشكل حصري تقريبًا كوقود لتوليد الطاقة الكهربائية
- يستخدم الفحم شبه القاري، الذي تتراوح خصائصه بين خصائص الليغنيت وخصائص الفحم القاري، في المقام الأول كوقود لتوليد الطاقة البخارية والكهربائية.
- الفحم الحجري، صخرة رسوبية كثيفة، عادة ما تكون سوداء، ولكن في بعض الأحيان بنية داكنة، وغالبًا ما تكون ذات نطاقات محددة جيدًا من مادة مشرقة وباهتة. يتم استخدامه بشكل أساسي كوقود في توليد الطاقة البخارية والكهربائية ولصنع فحم الكوك. يُعرف بالفحم البخاري في المملكة المتحدة، ويستخدم تاريخيًا لرفع البخار في القاطرات البخارية والسفن
- أنثراسايت، أعلى مرتبة من الفحم، هو فحم أسود أكثر صلابة ولامعة يستخدم بشكل أساسي لتدفئة المساحات السكنية والتجارية .
- يصعب اشتعال الجرافيت ولا يشيع استخدامه كوقود؛ هو الأكثر استخداما في أقلام الرصاص، أو مسحوق للتزييت .

فحم القناة (يُطلق عليه أحيانًا «فحم الشمعة») هو مجموعة متنوعة من الفحم عالي الحبيبات عالي الجودة مع محتوى هيدروجين كبير، والذي يتكون أساسًا من الليبتينايت .
هناك العديد من المعايير الدولية للفحم. يعتمد تصنيف الفحم بشكل عام على محتوى المواد المتطايرة . لكن أهم تمييز هو بين الفحم الحراري (المعروف أيضًا باسم الفحم البخاري)، والذي يتم حرقه لتوليد الكهرباء عن طريق البخار؛ والفحم المعدنية (المعروف أيضا باسم فحم الكوك)، والذي أحرق في درجة حرارة عالية لجعل الصلب.
قانون هيلت هو ملاحظة جيولوجية (داخل منطقة صغيرة) كلما زاد عمق الفحم، كلما ارتفعت رتبته (أو درجته). يتم تطبيقه إذا كان التدرج الحراري عموديًا بالكامل؛ ومع ذلك، فإن التحول قد يسبب تغيرات جانبية في الرتبة، بغض النظر عن العمق. على سبيل المثال، تم تحويل بعض طبقاتالفحم في حقل الفحم في مدريد ونيو مكسيكو جزئيًا إلى فحم أنثراسايت عن طريق تحول التلامس من عتبة نارية بينما بقيت الطبقات المتبقية كفحم قاري.

## التاريخ

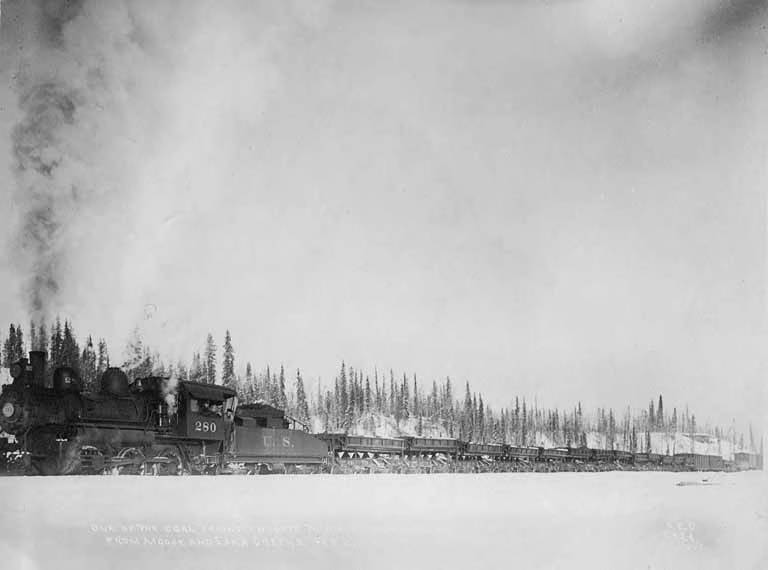
قطار سكك حديد آلاسكا ينقل الفحم في طريقه نحو أنشوراج عام 1917

أقدم استخدام معروف هو من منطقة شنيانغ في الصين حيث بحلول 4000 قبل الميلاد بدأ سكان العصر الحجري الحديث نحت الحلي من الليغنيت الأسود. الفحم من منجم فوشون في شمال شرق الصين لصهرالنحاس منذ عام 1000 قبل الميلاد.  ماركو بولو، الإيطالي الذي سافر إلى الصين في القرن الثالث عشر، وصف الفحم بأنه «الحجارة السوداء ... التي تحترق مثل جذوع الأشجار»، وقال إن الفحم وفير جدًا، ويمكن للناس أن يأخذوا ثلاثة حمامات ساخنة في الأسبوع.  في أوروبا، أقدم مرجع لاستخدام الفحم كوقود هو من الأطروحة الجيولوجية عن الأحجار (اللفة 16) للعالم اليوناني ثيوفراستوس(حوالي 371 - 287 قبل الميلاد):
من بين المواد التي تم حفرها لأنها مفيدة، تلك المعروفة باسم الجمرة (الفحم) مصنوعة من الأرض، وبمجرد إشعال النار فيها، فإنها تحترق مثل الفحم. تم العثور عليها في ليغوريا ... وفي إليس عندما يقترب المرء من أولمبيا على الطريق الجبلي؛ ويتم استخدامها من قبل أولئك الذين يعملون في المعادن.

-  
تم استخدام الفحم النتوء في بريطانيا خلال العصر البرونزي (3000-2000 قبل الميلاد)، حيث شكل جزءًا من محارق الدفن .  في بريطانيا الرومانية، مع استثناء من حقلين الحديثة «، والرومان تم استغلال الفحم في جميع حقول الفحم الرئيسية في إنجلترا وويلز بحلول نهاية القرن الثاني الميلادي».  العثور على أدلة على التجارة في الفحم، تعود إلى حوالي 200 بعد الميلاد، في مستوطنة رومانية في هيرونبريدج، بالقرب من تشيستر.وفي فنلاند، حيث الفحم منتم نقل ميدلاندز عبر كار دايك لاستخدامها في تجفيف الحبوب.  تم العثور على الرماد الفحم في المواقد من الفيلات والحصون الرومانية، وخاصة في نورثمبرلاند، يعود تاريخها إلى حوالي 400. AD في غرب إنجلترا، وصفت الكتاب المعاصرين عجب من نحاس دائم من الفحم على مذبح مينرفا في أكوي سوليس (باث الحديثة)، على الرغم من أن الفحم السطحي الذي يمكن الوصول إليه بسهولة مما أصبح حقل الفحم في سومرست كان شائع الاستخدام في المساكن المنخفضة جدًا محليًا. تم العثور على أدلة على استخدام الفحم في أعمال الحديد في المدينة خلال الفترة الرومانية.  في إيشفايلر، راينلاند، استخدم الرومان رواسب الفحم الحجري لصهر خام الحديد.

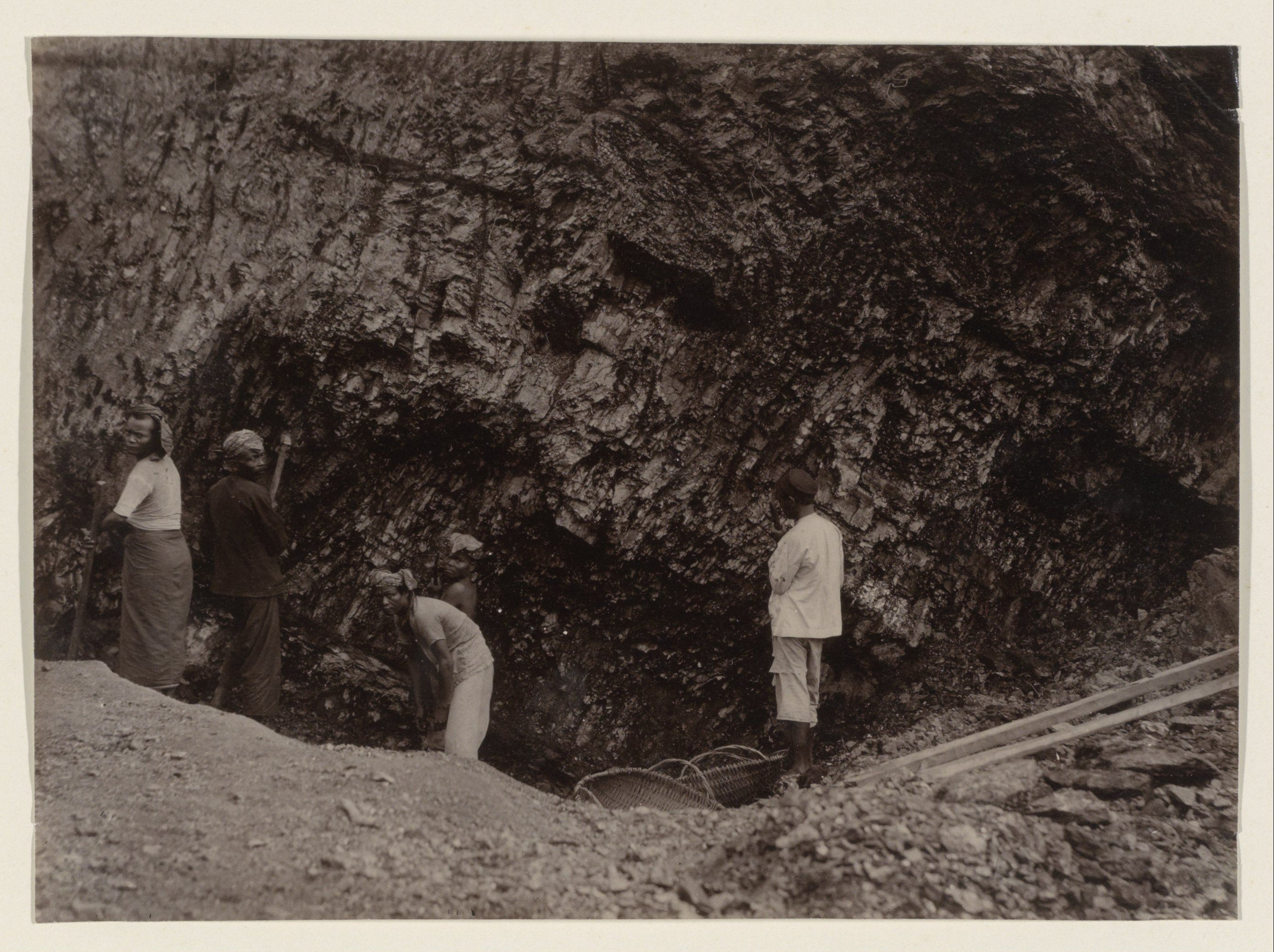
عمال في حقل فحم أومبيلين في سومطرة حوالي 1860-1900

لا يوجد دليل على ان تصغير المنتج كان ذا أهمية كبيرة في بريطانيا قبل حوالي 1000 بعد الميلاد، أو في العصور الوسطى العليا.  يشار إلى الفحم باسم «فحم البحر» في القرن الثالث عشر. رصيف المرفأ الذي وصلت إليه المواد إلى لندن كان يُعرف باسم الفحم البحري ، لذلك تم تحديده في ميثاق الملك هنري الثالث الممنوح عام 1253. البداية، تم إعطاء الاسم لأنه تم العثور على الكثير من الفحم على الشاطئ، بعد أن سقط من السطح المكشوف طبقات الفحم على المنحدرات فوق أو التي تم غسلها من نتوءات الفحم تحت الماء،  ولكن بحلول زمن هنري الثامن، كان من المفهوم أنها مشتقة من الطريقة التي تم بها نقله إلى لندن عن طريق البحر.
أصبحت هذه المصادر التي يسهل الوصول إليها مستنفدة إلى حد كبير (أو لم تستطع تلبية الطلب المتزايد) بحلول القرن الثالث عشر ، عندما تم تطوير الاستخراج تحت الأرض عن طريق تعدين العمود .و  كان الاسم البديل «بيتكوال» لأنه جاء من المناجم. أدى تطور الثورة الصناعية إلى استخدام الفحم على نطاق واسع ، حيث استولىالمحرك البخاري على عجلة المياه . في عام 1700، تم تعدين خمسة أسداس الفحم العالمي في بريطانيا. كانت بريطانيا ستنفد من المواقع المناسبة للطواحين المائية بحلول ثلاثينيات القرن التاسع عشر إذا لم يكن الفحم متاحًا كمصدر للطاقة.  في عام 1947 كان هناك حوالي 750.000 عامل مناجم في بريطانيا  لكن آخر منجم للفحم العميق في المملكة المتحدة تم إغلاقه في عام 2015.
كانت الدرجة بين الفحم الحجري والأنثراسايت تُعرف سابقًا باسم «الفحم البخاري» حيث كان يستخدم على نطاق واسع كوقود للقاطرات البخارية . في هذا الاستخدام المتخصص ، يُعرف أحيانًا باسم «فحم البحر» في الولايات المتحدة. «الفحم البخاري» الصغير ، والذي يُطلق عليه أيضًا صواميل البخار الصغيرة الجافة (أو DSSN)، كوقودلتسخين المياه المنزلي .
لعب الفحم دورًا مهمًا في الصناعة في القرنين التاسع عشر والعشرين. استند سلف الاتحاد الأوروبي ، الجماعة الأوروبية للفحم والصلب ، إلى تجارة هذه السلعة.
يستمر الفحم في الوصول إلى الشواطئ في جميع أنحاء العالم من التآكل الطبيعي لطبقات الفحم المكشوفة وانسكابات الرياح من سفن الشحن. تجمع العديد من المنازل في مثل هذه المناطق هذا الفحم كمصدر مهم ، وأحيانًا رئيسيًا ، لوقود التدفئة المنزلية.

## شدة الانبعاث
تعتبركثافة الانبعاثات هي غازات الاحتباس الحراري المنبعثة على مدى عمر المولد لكل وحدة من الكهرباء المولدة. كثافة الانبعاثات من محطات توليد الطاقة بالفحم عالية ، حيث تنبعث منها حوالي 1000 جرام من مكافئ ثاني أكسيد الكربون لكل كيلوواط ساعة يتم توليدها ، بينما الغاز الطبيعي كثافة انبعاثات متوسطة عند حوالي 500 جرام من مكافئ ثاني أكسيد الكربون لكل كيلو وات في الساعة. تختلف كثافة انبعاثات الفحم باختلاف النوع وتكنولوجيا المولدات وتتجاوز 1200 جرام لكل كيلو وات ساعة في بعض البلدان.

### كثافة الطاقة
تبلغ كثافة طاقة الفحم حوالي 24 ميغا جول لكل كيلوغرام (حوالي 6.7 كيلوواط / ساعة لكل كيلوغرام). بالنسبة لمحطة توليد الطاقة بالفحم بكفاءة 40٪ ، فإنها تحتاج إلى 325 كجم (717 رطلاً) من الفحم لتشغيل مصباح 100 واط لمدة عام واحد.
تم توفير 27.6٪ من الطاقة العالمية عن طريق الفحم في عام 2017، واستخدمت آسيا ما يقرب من ثلاثة أرباعها.

## كيمياء

### تكوين
يتم الإبلاغ عن تكوين الفحم إما كتحليل تقريبي (الرطوبة ، المادة المتطايرة ، الكربون الثابت ، والرماد) أو التحليل النهائي (الرماد والكربون والهيدروجين والنيتروجين والأكسجين والكبريت). لا توجد «المادة المتطايرة» في حد ذاتها (باستثناء بعض غاز الميثان الممتص) ولكنها تحدد المركبات المتطايرة التي يتم إنتاجها وإخراجها عن طريق تسخين الفحم. قد يكون للفحم القار النموذجي تحليل نهائي على أساس جاف وخالي من الرماد بنسبة 84.4٪ كربون و 5.4٪ هيدروجين و 6.7٪ أكسجين و 1.7٪ نيتروجين و 1.8٪ كبريت ، على أساس الوزن.

### فحم الكوك واستخداماته لصهر الحديد

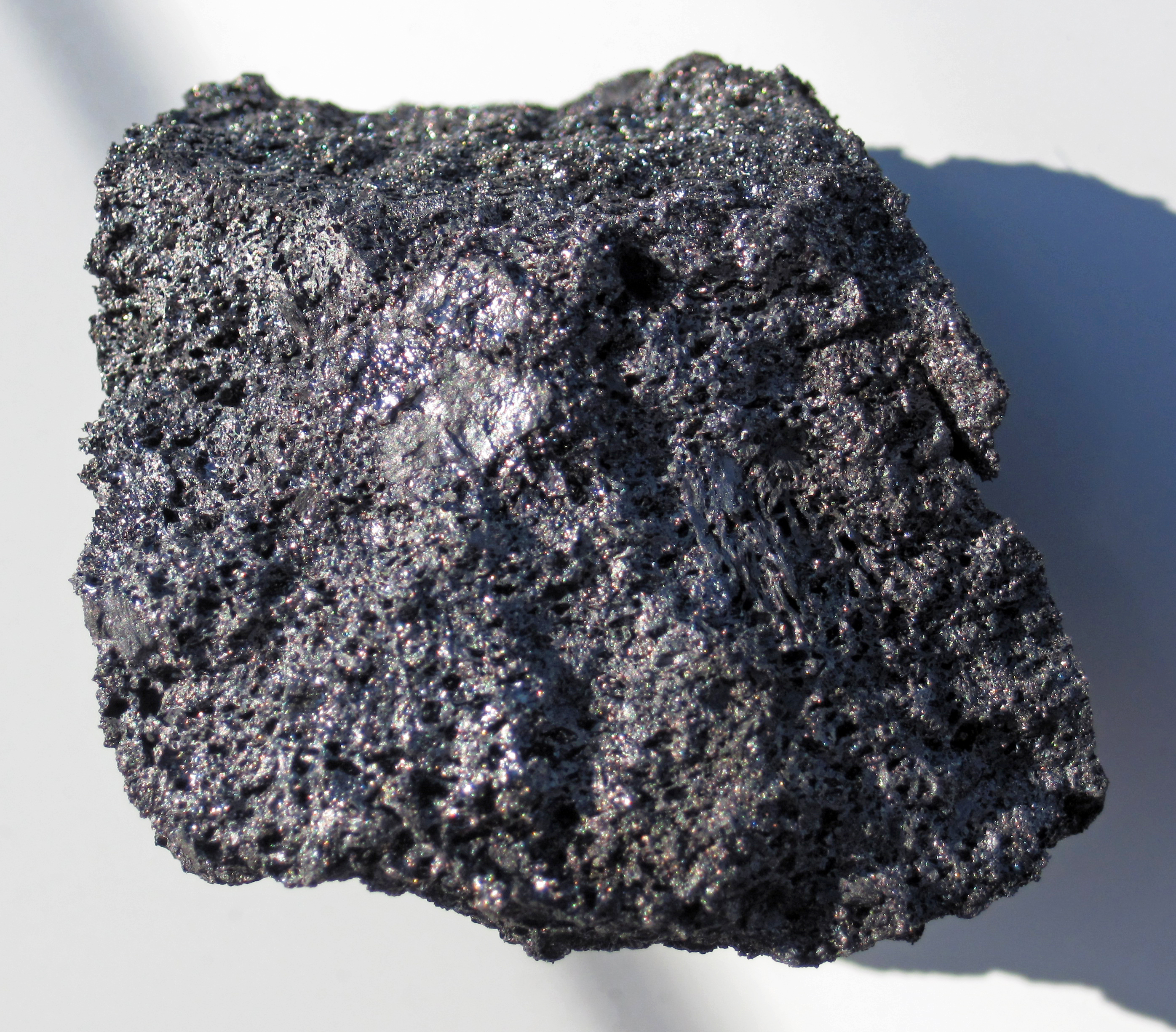
فحم الكوك مقتبس من سكك حديدية في ولاية أوهايو، الولايات المتحدة الأمريكية

فحم الكوك عبارة عن بقايا كربونية صلبة مشتقة من فحم الكوك (فحم قاري منخفض الرماد ومنخفض الكبريت ، يُعرف أيضًا باسم الفحم المعدني)، والذي يستخدم في تصنيع الفولاذ ومنتجات الحديد الأخرى.  يُصنع فحم الكوك من فحم الكوك عن طريق الخبز في فرن بدون أكسجين عند درجات حرارة تصل إلى 1000 درجة مئوية ، مما يؤدي إلى التخلص من المكونات المتطايرة ودمج الكربون الثابت والرماد المتبقي معًا. يستخدم فحم الكوك المعدنية بمثابة الوقود ونتيجة لعامل مختزل في صهر الحديد الخام في فرن الانفجار.  أول أكسيد الكربون الناتج عن احتراقه يقلل الهيماتيت (أكسيد الحديد)للحديد.
كما يتم إنتاج نفايات ثاني أكسيد الكربون مع الحديد الخام، وهو غني جدًا بالكربون المذاب ، لذا يجب معالجته مرة أخرى لصنع الفولاذ.
كمية فحم الكوك تكون منخفضة في الرماد ، وذلك لأن الكبريت والفوسفور لا يتحدان مع هذا المعدن.  يجب أن يكون فحم الكوك قويًا بما يكفي لمقاومة وزن الأثقال في الفرن العالي ، وهذا هو سبب أهمية فحم الكوك في صنع الفولاذ باستخدام الطرق التقليدية. فحم الكوك من الفحم لونه رمادي ، وصلب ، ومسامي وقيمة تسخينه 29.6 ميجا جول / كجم. بعض العمليات لصناعة فحم الكوك تنتج مشتقات، بما في ذلك قطران الفحم ، الأمونيا والزيوت الخفيفة، وغاز الفحم .
اما فحم الكوك البترولي فهو البقايا الصلبة التي يتم الحصول عليها في تكرير النفط ، والتي تشبه فحم الكوك ولكنها تحتوي على الكثير من الشوائب لتكون مفيدة في التطبيقات المعدنية.

#### الاستخدم في مكونات المسبك
يعتبر الفحم الحجري المطحون الناعم ، والمعروف في هذا التطبيق باسم الفحم البحري ، هو أحد مكونات رمل المسبك. أثناء وجود المعدن المنصهر في القالب ، يحترق الفحم ببطء ، مما يؤدي إلى تقليل الغازات عند الضغط ، وبالتالي منع المعدن من اختراق مسام الرمال. كما أنه موجود في «غسل القالب»، وهو معجون أو سائل له نفس الوظيفة المطبقة على القالب قبل الصب.  يمكن خلط فحم البحر مع البطانة الطينية («الجسم») المستخدمة في قاع فرن القبة . عند تسخينه ، يتحلل الفحم ويصبح الجسم هشًا إلى حد ما ، مما يسهل عملية فتح الثقوب لاستخراج المعدن المنصهر.

#### بدائل فحم الكوك
يمكن إعادة تدوير خردة الفولاذ في فرن القوس الكهربائي؛ والبديل لصنع الحديد عن طريق الصهر هو الحديد المختزل المباشر ، حيث يمكن استخدام أي وقود كربوني في صنع الإسفنج أو الحديد المحبب.و تعتبر انبعاثات ثاني أكسيد الكربون تقلل من الهيدروجين ويمكن استخدام وكيل الحد  والكتلة الحيوية أو النفايات كمصدر للكربون.  تاريخيًا ، تم استخدام الفحم كبديل لفحم الكوك في فرن الصهر ، حيث يُعرف الحديد الناتج باسم حديد الفحم .

### عملية التغويز
يتم استخدام تغويز الفحم ، كجزء من محطة توليد الطاقة التي تعمل بالفحم ذات الدورة المتكاملة للتغويز (IGCC)، لإنتاج الغاز التخليقي ، ومزيج من أول أكسيد الكربون (CO) وغاز الهيدروجين (H 2) لإطلاق التوربينات الغازية لإنتاج الكهرباء. الغاز المتزايد يمكن أيضا تحويلها إلى وقود وسائل النقل، مثل البنزين والديزل ، من خلال عملية فيشر تروبش . بدلاً من ذلك ، يمكن تحويل غاز التخليق إلى ميثانول ، والذي يمكن مزجه في وقود مباشرةً أو تحويله إلى بنزين عبر عملية تحويل الميثانول إلى بنزين.  التحويل إلى غاز مع تقنية Fischer-Tropsch بواسطة ساسول شركة كيماويات في جنوب إفريقيا لتصنيع المواد الكيميائية ووقود السيارات من الفحم.
خلال تغويز، الفحم مختلطة مع الأكسجين وبخار في حين يجري أيضا والتدفئة والضغط. أثناء التفاعل ، تعمل جزيئات الأكسجين والماء على أكسدة الفحم في أول أكسيد الكربون (CO)، بينما تطلق أيضًا غاز الهيدروجين (H 2). كان يتم ذلك في مناجم الفحم تحت الأرض ، وأيضًا لصنع غاز المدينة الذي كان يتم نقله إلى العملاء ليحرق للإضاءة والتدفئة والطهي.
3C + O 2 + H 2 O → H 2 + 3CO

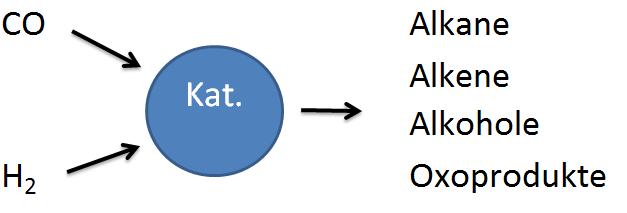
رسم يوضح تفاعل فيشر-تروبش

إذا أرادت شركة التكرير إنتاج البنزين ، يتم توجيه غاز التخليق إلى تفاعل فيشر-تروبش. يُعرف هذا باسم تسييل الفحم غير المباشر. ومع ذلك ، إذا كان الهيدروجين هو المنتج النهائي المطلوب ، يتم تغذية الغاز التخليقي في تفاعل تحويل غاز الماء ، حيث يتم تحرير المزيد من الهيدروجين:
أول أكسيد الكربون + H 2 O → CO 2 + H 2

### إسالة

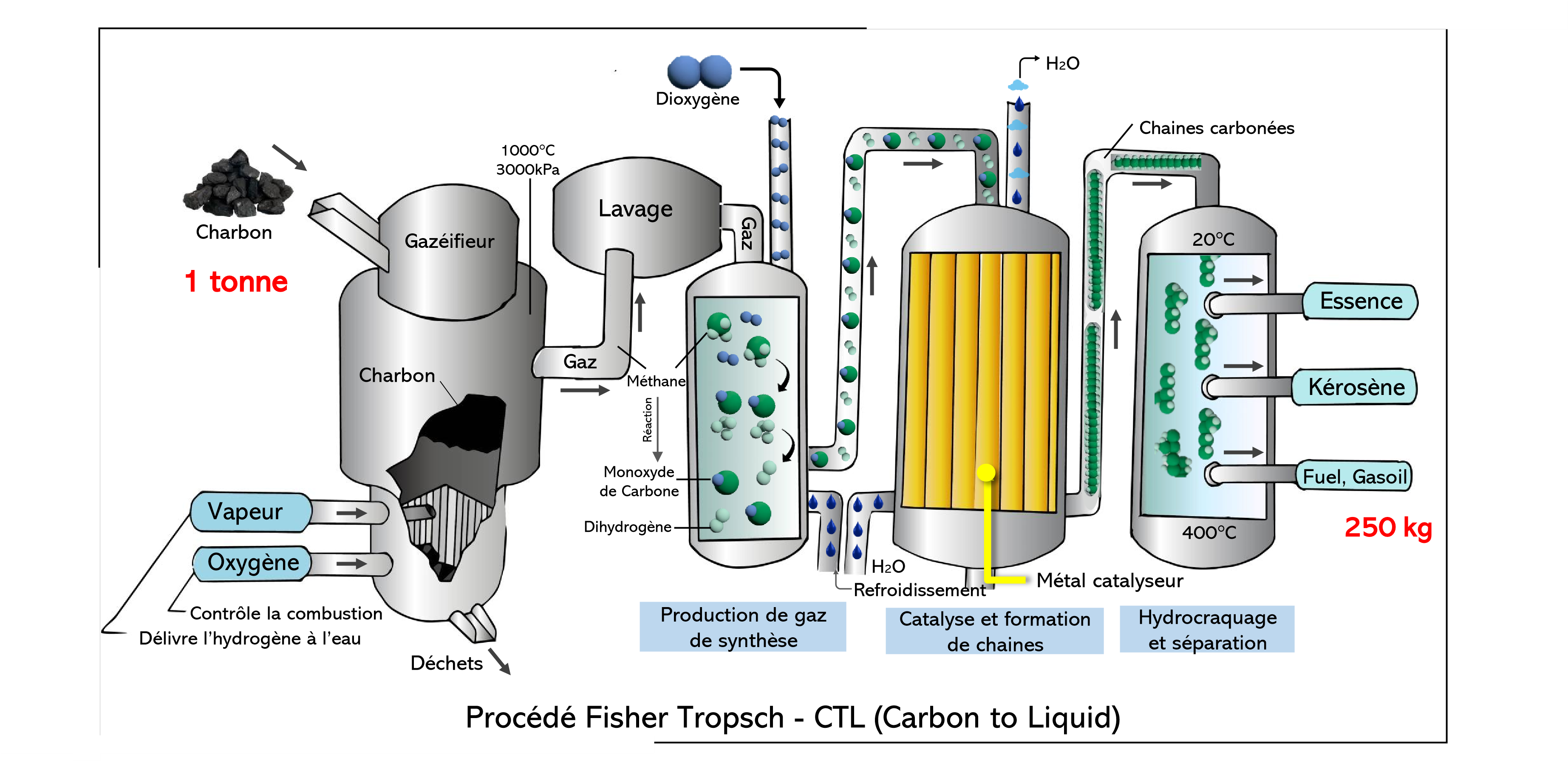
مخطط يظهر عملية اسالة الفحم

يمكن تحويل الفحم مباشرة إلى وقود اصطناعي مكافئ للبنزين أو الديزل عن طريق الهدرجة أو الكربنة.  تسييل الفحم ينبعث من ثاني أكسيد الكربون أكثر من إنتاج الوقود السائل من النفط الخام . الخلط في الكتلة الحيوية واستخدام احتجاز ثاني أكسيد الكربون وتخزينه من شأنه أن ينبعث منه أقل قليلاً من عملية النفط ولكن بتكلفة عالية.  تدير شركة شاينا انرجي انفستمنت المملوكة للدولة مصنع تسييل الفحم وتخطط لبناء 2 آخرين.
قد يشير تسييل الفحم أيضًا إلى مخاطر البضائع عند شحن الفحم.

### إنتاج الكيماويات
تم إنتاج المواد الكيميائية من الفحم منذ الخمسينيات. يمكن استخدام الفحم كمادة وسيطة في إنتاج مجموعة واسعة من الأسمدة الكيماوية والمنتجات الكيماوية الأخرى. كان الطريق الرئيسي لهذه المنتجات هو تغويز الفحم لإنتاج الغاز التخليقي . وتشمل المواد الكيميائية الأولية التي يتم إنتاجها مباشرة من الغاز الصنعي الميثانول ، الهيدروجين وأول أكسيد الكربون ، والتي هي اللبنات الكيميائية التي يتم تصنيعها على مجموعة كاملة من المواد الكيميائية المشتقة، بما في ذلك الأوليفينات ، حمض الخليك ، الأمونيا ، اليوريا وغيرها. براعة الغاز التخليقي كسابق للمواد الكيميائية الأولية والمنتجات المشتقة عالية القيمة يوفر خيار استخدام الفحم لإنتاج مجموعة واسعة من السلع. ومع ذلك ، في القرن الحادي والعشرين ، أصبح استخدام ميثان طبقة الفحم أكثر أهمية.
لأن قائمة من المنتجات الكيميائية التي يمكن أن يتم عن طريق تحويل الفحم إلى غاز يمكن في المواد الأولية استخدام أيضا العامة المستمدة من الغاز الطبيعي والبترول ، والصناعة الكيميائية تميل إلى استخدام كل ما المواد الأولية هي الأكثر فعالية من حيث التكلفة. لذلك ، اتجه الاهتمام باستخدام الفحم إلى الزيادة بسبب ارتفاع أسعار النفط والغاز الطبيعي وخلال فترات النمو الاقتصادي العالمي المرتفع الذي ربما أدى إلى إجهاد إنتاج النفط والغاز.

## توليد الكهرباء

### علاج ما قبل الاحتراق
الفحم المكرر هو نتاج تقنية ترقية الفحم التي تزيل الرطوبة وبعض الملوثات من أنواع الفحم المنخفضة الجودة مثل الفحم شبه القار والليغنيت (البني). إنه أحد أشكال المعالجات والعمليات السابقة للاحتراق للفحم الذي يغير خصائص الفحم قبل حرقه. يمكن تحقيق تحسينات الكفاءة الحرارية من خلال التجفيف المسبق المحسّن (خاصة ذات الصلة بالوقود عالي الرطوبة مثل الليغنيت أو الكتلة الحيوية).  تتمثل أهداف تقنيات الفحم قبل الاحتراق في زيادة الكفاءة وتقليل الانبعاثات عند حرق الفحم. يمكن استخدام تقنية الاحتراق المسبق في بعض الأحيان كمكمل لتقنيات ما بعد الاحتراق للتحكم في الانبعاثات من الغلايات التي تعمل بوقود الفحم.

### محطة توليد الكهرباء
الفحم الذي يحرق بمثابة الوقود الصلب في محطات توليد الطاقة من الفحم لتوليد الكهرباء يسمى الفحم الحراري. يستخدم الفحم أيضًا لإنتاج درجات حرارة عالية جدًا من خلال الاحتراق. قدرت الوفيات المبكرة بسبب تلوث الهواء بـ 200 لكل جيجاوات في السنة ، لكنها قد تكون أعلى حول محطات الطاقة حيث لا يتم استخدام أجهزة تنقية الغاز أو أقل إذا كانت بعيدة عن المدن. أدت الجهود حول العالم للحد من استخدام الفحم إلى تحول بعض المناطق إلى الغاز الطبيعي والكهرباء من مصادر منخفضة الكربون.
عند استخدام الفحم لتوليد الكهرباء ، عادة ما يتم سحقه ثم حرقه في فرن به غلاية.  تعمل حرارة الفرن على تحويل ماء الغلاية إلى بخار ، والذي يستخدم بعد ذلك لتدوير التوربينات التي تدير المولدات وتولد الكهرباء.  و الكفاءة الحرارية من هذه العملية تتراوح ما بين 25٪ و 50٪ اعتمادا على معالجة ما قبل الاحتراق، وتكنولوجيا التوربينات (مثل مولد البخار فوق الحرجة) وعمر المولد.
تم بناء عدد قليل من محطات الطاقة ذات الدورة المركبة المتكاملة للتغويز (IGCC)، والتي تحرق الفحم بشكل أكثر كفاءة. بدلا من تحطيم الفحم وحرقه مباشرة كوقود في المراجل توليد البخار، ويتم مغزز الفحم لخلق الغاز المتزايد ، والذي أحرق في توربينات الغاز لإنتاج الكهرباء (تماما مثل يتم حرق الغاز الطبيعي في التوربينات). تُستخدم غازات العادم الساخنة من التوربين لرفع البخار في مولد بخار لاسترداد الحرارة والذي يعمل على تشغيل توربين بخاري إضافي . يمكن أن تصل الكفاءة الكلية للمحطة عند استخدامها لتوفير الحرارة والطاقة المشتركة إلى 94٪. تنبعث من محطات توليد الطاقة العاملة بنظام IGCC تلوثًا محليًا أقل من المحطات التقليدية التي تعمل بالفحم المسحوق ؛ ومع ذلك ، فإن تقنية التقاط الكربون وتخزينه بعد التغويز وقبل الحرق أثبتت حتى الآن أنها مكلفة للغاية لاستخدامها مع الفحم.  الطرق الأخرى لاستخدام الفحم وقود ملاط الفحم والماء (CWS)، والذي تم تطويره في الاتحاد السوفيتي ، أو في دورة MHD . ومع ذلك ، لا يتم استخدامها على نطاق واسع بسبب قلة الربح.
في عام 2017، جاء 38٪ من كهرباء العالم من الفحم ، وهي نفس النسبة المئوية التي كانت موجودة قبل 30 عامًا.  في عام 2018، كانت السعة المركبة العالمية 2 تيراواط (منها 1 تيراواط في الصين) والتي كانت تمثل 30٪ من إجمالي قدرة توليد الكهرباء.  الدولة الرئيسية الأكثر اعتمادًا هي جنوب إفريقيا ، مع أكثر من 80٪ من الكهرباء المولدة من الفحم.
تم الوصول إلى الحد الأقصى من استخدام الفحم في عام 2013.  في عام 2018 بلغ متوسط عامل سعة محطة الطاقة التي تعمل بالفحم 51٪ ، أي أنها تعمل لنحو نصف ساعات التشغيل المتاحة.

## الفحم الحجري...الكربونالخفي
يقول خبراء البيئة ان الفحم الحجري النظيف هو ضربٌ من الخيال. وهو كذلك حقا؛ ولا ادل على ذلك من الحال في ولاية فرجينيا الغربية بالولايات المتحدة، إذ لو عاينته لرأيت كيف أُطيح برؤوس كثير من جبال «ابالاتشيا» لتصبح في أسفل الوديان بُغية الوصول إلى الفحم الحجري الذي تحتها، وكيف ان جداول تلك الجبال صارت تجري برتقالية اللون مما تحمله من مياه حمضيّة ملوثة. أو انظر إلى الحال في مركز مدينة بكين حيث غدا الهواء في هذه الأيام أكثر تلوثا من هواء قاعات المدخّنين في المطارات. ويعد تلوث الهواء في الصين، الناجم في معظمه عن حرق الفحم الحجري، مسؤولا عن وفاة أكثر من مليون شخص سنويا دون متوسط العمر. هذا فضلا عن الاف الاشخاص الذين يلقون حتفهم في حوادث اثناء استخراج الفحم من المناجم في الصين وغيرها. لكن هذه المشاكل ليست حديثة العهد، إذ انه في أواخر القرن السابع عشر، عندما كان الفحم الحجري المستخرج من ويلز (بلاد الغال) ومقاطعة نورثمبرلاند الإنجليزية يوقد النيران الأولى للثورة الصناعية في بريطانيا، كان الكاتب الإنجليزي جون إفيلين، يشكو سلفا من«نتانة الدخان الذي [كان] يغشى لندن وظلمته» على حد قوله. وبعد ثلاثة قرون، وتحديدا في ديسمبر من عام 1952، هبطت على لندن طبقة كثيفة من الضبخان (الضباب الدخاني) محمّلة بذرّات الفحم فغشيت سماءها طوال عطلة نهاية الأسبوع أو أكثر قليلا، مؤدية إلى تفشي امراض تنفسية قضت على 12 الف شخص خلال الأشهر القليلة التي تلت تلك الحادثة. أما المدن الأمريكية فكان لها، هي الأخرى، نصيب من الفواجع ذات الصلة بالتلوث الفحمي. ففي عطلة من عطلات نهاية اسبوع شهر أكتوبر من عام 1948 في بلدة دونورا الصغيرة بولاية بنسلفانيا، أدرك حضور مباراة كرة قدم في مدرسة ثانوية فجأة انهم لا يستطيعون رؤية اللاعبين ولا الكرة؛ إذ كان ضبخانٌ من مصهر للزنك في الجوار يعمل بوقود الفحم الحجري قد حجب الملعب تماما عن أنظارهم. وان هي إلا أيام حتى توفي 20 شخصا ومرض 6000 شخص آخرين (نحو نصف سكان البلدة).
وكان الفحم الحجري في فترة ماضية المصدر الرئيسي للطاقة في جميع البلدان الصناعية. وقد أنتجت المحركات البخارية التي تعمل بالفحم الحجري، معظم القدرة اللازمة لهذه البلدان منذ بداية القرن التاسع عشر وحتى القرن العشرين. ومنذ بداية القرن العشرين، أصبح النفط والغاز الطبيعي المصدرين الرائدين للطاقة في معظم أرجاء العالم. وعلى نقيض الفحم الحجري ؛ فإن النفط يمكن تحويله إلى بنزين وديزل ومواد أخرى لازمة لتشغيل وسائل المواصلات الحديثة. وقد حل استعمال الغاز الطبيعي محل الفحم الحجري لتوليد الطاقة الحرارية، ولكن الاستهلاك الحالي لموارد العالم من النفط والغاز الطبيعي يجري بسرعة. وإذا استمر الاستهلاك العالي على المستوى الحالي فإن موارد النفط ستستهلك وتنضب خلال النصف الأول من القرن الحادي والعشرين. كما أن موارد الغاز الطبيعي ستنضب بدورها في أواسط القرن الحادي والعشرين. أما مصادر العالم من الفحم الحجري فهي باقية وتكفي لحوالي 220 سنة مقبلة، وذلك وفق معدلات الاستهلاك الحالية.
وقد يسدُّ الاستعمال المتنامي للفحم الحجري في إنتاج الكهرباء النقص المتزايد لكل من الغاز والنفط. ومع ذلك، فإن استعمال الفحم الحجري يحمل في طياته مشاكل من نوع آخر إذ إن احتراقه سببًا رئيسيًا لتلوث الهواء وزيادة تسبة ثاني أكسيد الكربون. وقد طُوِّرت وسائل عديدة للتقليل من التلوث ولكنها مكلفة ولم تثبت جدواها حتى الآن. ولابد من تحسين هذه الطرق والأساليب قبل التوسع الكبير في استعمال الفحم الحجري. وبالإضافة لهذا فإن بعض الفحم الحجري يوجد في طبقات عميقة تحت سطح الأرض، حيث يصعب استخراجه.
وفي الماضي كانت الوظائف التي تعد أكثر خطورة وصعوبة من وظيفة عامل في منجم فحم حجري تحت سطح الأرض قليلة. ففي القرن التاسع عشر الميلادي كان عمال المناجم يعملون عشر ساعات يوميًا تحت الأرض ولمدة ستة أيام كل أسبوع. وكانت المعاول هي الأدوات الوحيدة التي تستعمل في تكسير وتفتيت الفحم الحجري. وكان على عمال مناجم الفحم الحجري أن يجرفوا الفحم الحجري المستخرج وينقلوه في عربات. وفي حالات عديدة كان الأطفال دون سن العاشرة يجرُّون عربات الفحم الحجري من المناجم. كما عملت النساء في عمليات التحميل والنقل بالعربات. ومع مرور الزمن فقد الآلاف من الرجال والنساء والأطفال حياتهم في حوادث المناجم. كما مات آلاف آخرون جرّاء إصابتهم بأمراض الرئتين بسبب استنشاق رماد الفحم الحجري طوال حياتهم العملية في المناجم.
وتُنفِذ الآلات هذه الأيام معظم الأعمال في مناجم الفحم الحجري، كما تحسنت إجراءات الأمان في المناجم، وقلّت ساعات العمل، وتم حظر تشغيل الأطفال في المناجم قبل نهاية القرن التاسع عشر الميلادي. وانخفضت نسبة الوفيات بسبب حوادث المناجم بصورة كبيرة في القرن العشرين. وفي كل هذه الأحوال فإن مهنة استخراج الفحم الحجري من مناجمه ما زالت مهنة المخاطر.

## الفحم الحجري كمصدر للطاقة
يعتبر الفحم الحجري من أوائل المصادر التي استغلها الإنسان لإنتاج الطاقة، حيث استغلها في الطبخ والتدفئة، ومع بدء العصر الصناعي فكان قائما على الفحم الحجري وزاد الطلب عليه واستهلاكه ولهذا بدأ في بلاد مثل إنجلترا وألمانيا حفر مناجم الفحم الحجري لاستخراجة بكميات كبيرة. ثم تتابع استخراجه في بقية البلاد في مناجم لديها أو حصلت عليه بشرائه من الدول المنتجة الغنية بمصادر الفحم منها أستراليا والولايات المتحدة الأمريكية وكندا.
ولا يزال الفحم الحجري يشكل أساسا مهما للحصول على الطاقة، ففي الولايات المتحدة الأمريكية ينتج الفحم 48 % من الطاقة الكهربائية (عام 2008)، وهو ينتج لطاقة تعادل مجموع الطاقة المنتجة من الغاز الطبيعي والطاقة النووية معا. وكل ذلك بسعر متهاود بسيط يبلغ 28و2 سنت لكل مليون وحدة حرارية بريطانية BTU (اتفق على كتابة مليون وحدة حرارية بريطانية كالآتي MMBTU). وبالمقارنة بسعر الغاز الذي ينتج تلك الكمية من الطاقة نحو 6 سنت، والنفط بسعر 13 سنت لكل MMBTU.
وتتعرض المحطات الكهربائية التي تعمل بالفحم إلى انتقاد متزايد بسبب ضررها بالبيئة وما تقوم به من تفاقم مشكلة الانحباس الحراري، وينشأ نحو 40 % من غازات الأنحباس الحراري في أمريكا من إنتاج الطاقة الكهربائية، والتي تشكل المحطات العاملة بالفحم الحجري من أهم مصادرها. وتجري محاولات في الولايات المتحدة الأمريكية من أجل ابتكار تقنية لفصل ثاني أكسيد الكربون وتخزينه في طبقات عميقة تحت الأرض. ولكن توجد أيضا معارضة كبيرة من جهة الصناعات حيث سوف تتكلف تلك التقنية تكاليف باهظة.وتدعي شركات إنتاج الطاقة الكهربائية التي تعمل بالفحم بأنها تحتج تلك المصاريف لتحسين أداء محطاتها التي عتى عليها الدهر. وكثير من تلك المحطات قد أصبح قديما، وتجري السياسة على استبدالها بمحطات جديدة تعمل بالفحم ومحطات تعمل بالطاقة النووية.
ويكفي احتياطي الفحم في الولايات المتحدة الأمريكية لمدة عدة قرون. وتنتج ولاية فيومنج وحدها نحو 40 % من أنتاج الفحم وتقدر كمية إنتاجها بنحو ألف مليون طن سنويا. وبصرف النظر عن حصة إنتاج الكهرباء بواسطة الطاقة المستدامة، مثل طاقة الرياح والطاقة الشمسية، فإن استغلال الفحم سيلعب دورا رئيسيا في المستقبل أيضا في الولايات المتحدة الامريكانيه.

## الإنتاج والاحتياطي
في الولايات المتحدة الأمريكية تبدو الصورة كالآتي:
- إنتاج الفحم عام 2008 : 1.1 مليار طن
- الإنتاج المنتظر عام 2020: 1.2 مليار طن
- الاحتياطي الكلي: 442 مليار طن
- منها احتياطي سهل الاستغلال: 237 مليار طن * عدد مناجم الفحم العاملة: 1458.[69]

وهذه قائمة لدول العالم حسب إنتاج الفحم.

## الضرر الذي يحدث للبيئة

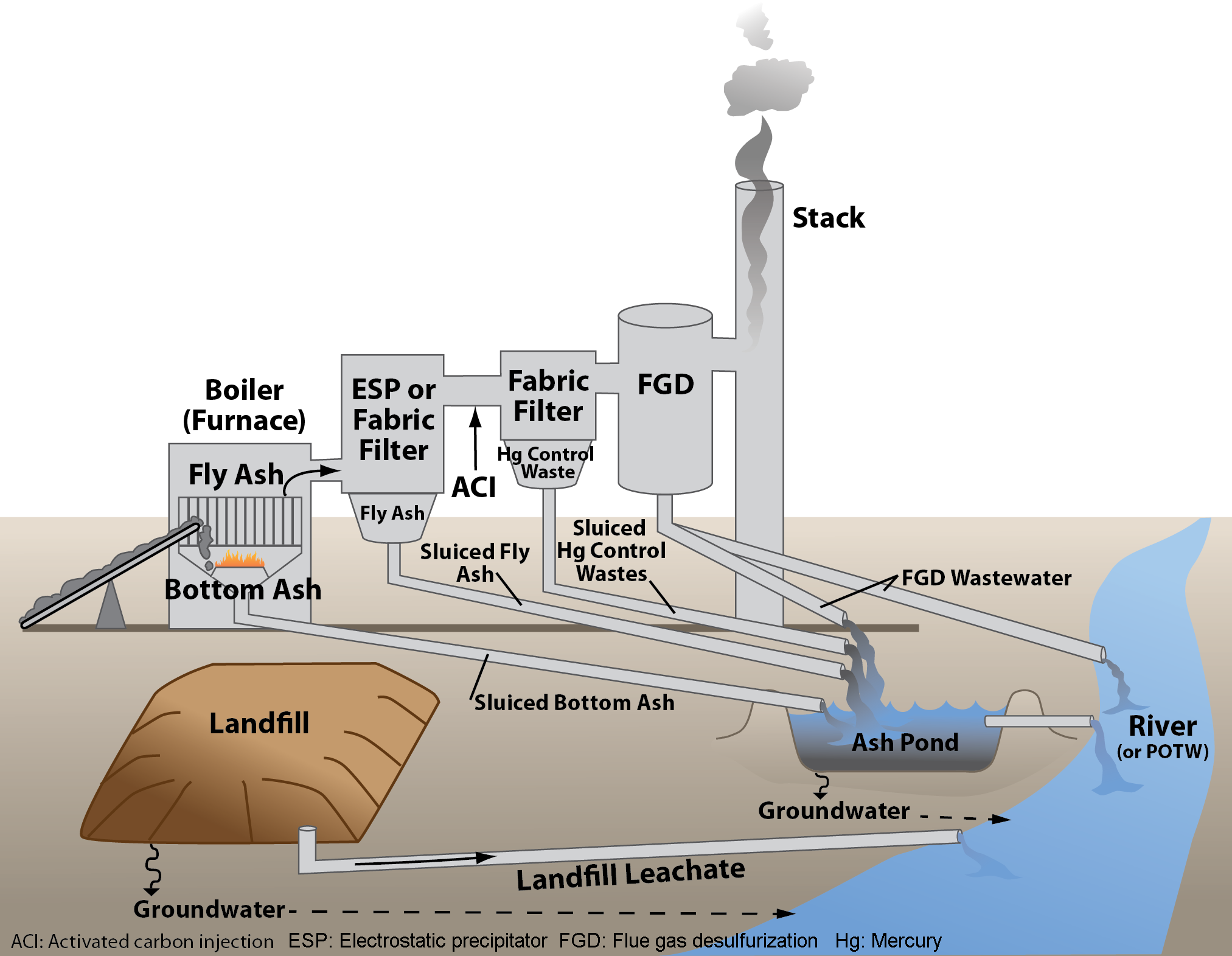
رسم يوضح انبعاثات محطات توليد الطاقة بالفحم نحو الأنهار

يمكن أن يتسبب تعدين الفحم وتزويد محطات الطاقة والعمليات الصناعية بالوقود في إحداث أضرار بيئية كبيرة.
تتأثر أنظمة المياه بتعدين الفحم.  على سبيل المثال والتعدين يؤثر المياه الجوفية والحموضة. يمكن أن تلوث انسكابات الرماد المتطاير، مثل تسرب طين الرماد المتطاير للفحم في محطة كنغستون الأحفورية ، الأراضي والمجاري المائية ، وتدمير المنازل. تستهلك محطات الطاقة التي تحرق الفحم أيضًا كميات كبيرة من المياه. يمكن أن يؤثر ذلك على تدفقات الأنهار ، وله تأثيرات تبعية على استخدامات الأراضي الأخرى. في مناطق ندرة المياه ، مثل صحراء ثار في باكستان ، ستستخدم محطات تعدين الفحم ومحطات توليد الطاقة بالفحم كميات كبيرة من المياه.
كان المطر الحمضي من أوائل التأثيرات المعروفة للفحم على دورة المياه . في عام 2014، تم إطلاق ما يقرب من 100 تيراغرام / ثانية من ثاني أكسيد الكبريت (SO 2) ، أكثر من نصفها كان من حرق الفحم.  بعد إطلاقه ، يتأكسد ثاني أكسيد الكبريت إلى H 2 SO 4 الذي ينثر الإشعاع الشمسي ، وبالتالي فإن الزيادة في الغلاف الجوي لها تأثير تبريد على المناخ. يخفي هذا بشكل مفيد بعض الاحترار الناجم عن زيادة غازات الدفيئة. ومع ذلك ، يتم ترسيب الكبريت من الغلاف الجوي كمطر حمضي في غضون أسابيع ، بينما يبقى ثاني أكسيد الكربون في الغلاف الجوي لمئات السنين. إطلاق SO 2 كما يساهم في تحمض النظم البيئية على نطاق واسع.
يمكن أن تتسبب مناجم الفحم المهجورة أيضًا في حدوث مشكلات. يمكن أن يحدث الهبوط فوق الأنفاق ، مما يتسبب في تلف البنية التحتية أو الأراضي الزراعية. يمكن أن يتسبب تعدين الفحم أيضًا في حرائق طويلة الأمد ، وتشير التقديرات إلى أن الآلاف من حرائق تماس الفحم تحترق في أي وقت.  على سبيل المثال ، كان برينندر بيرج يحترق منذ عام 1668 وما زال يحترق في القرن الحادي والعشرين.
ينتج إنتاج فحم الكوك من الفحم الأمونيا وقطران الفحم والمركبات الغازية كمنتجات ثانوية يمكن أن تلوث البيئة إذا تم تفريغها في الأرض أو الهواء أو المجاري المائية.  تعتبر مصانع واي آلا للصلب أحد الأمثلة على منشآت إنتاج فحم الكوك حيث يتم تصريف الأمونيا السائلة إلى البيئة البحرية.

### حرائق تحت الأرض
الآلاف من حرائق الفحم تحترق في جميع أنحاء العالم.  من الصعب تحديد مكان تلك المحترقة تحت الأرض ولا يمكن إخماد العديد منها. يمكن أن تتسبب الحرائق في تهدئة الأرض أعلاه ، وتشكل غازات الاحتراق خطراً على الحياة ، ويمكن أن يؤدي اندلاعها إلى السطح إلى اندلاع حرائق الغابات السطحية . يمكن إشعال النار في طبقات الفحم عن طريق الاحتراق التلقائي أو ملامسة حريق منجم أو حريق سطحي. الصواعق مصدر مهم للاشتعال. يستمر الفحم في الاحتراق ببطء مرة أخرى في التماس حتى لا يتمكن الأكسجين (الهواء) من الوصول إلى مقدمة اللهب. يمكن لنار العشب في منطقة الفحم أن يشعل النار في عشرات طبقات الفحم. حرائق الفحم في الصين حرق ما يقدر بنحو 120 مليون طن من الفحم سنويا، انبعاث 360 مليون طن متري من CO 2 والبالغة 2-3٪ من الإنتاج في جميع أنحاء العالم السنوي من CO 2 من الوقود الأحفوري.  في سينتراليا ، بنسلفانيا (منطقة تقع في منطقة الفحم بالولايات المتحدة)، تم إشعال الوريد المكشوف من أنثراسايت في عام 1962 بسبب حريق في القمامة في مكب نفايات البلدة ، الواقع في حفرة منجم مهجورة لشريط أنثراسايت . باءت محاولات إطفاء الحريق بالفشل ، وما زالت مشتعلة تحت الأرض حتى يومنا هذا . في أستراليا كان الجبل المحترق يُعتقد في الأصل أنه بركان ، لكن الدخان والرماد يأتيان من حريق فحم مشتعل منذ حوالي 6000 عام.
في كوه ماليك في وادي يانوب ، طاجيكستان، كانت رواسب الفحم تحترق منذ آلاف السنين ، مما أدى إلى متاهات شاسعة تحت الأرض مليئة بالمعادن الفريدة ، بعضها جميل جدًا.
صخرة الحجر الطمي المحمر التي تغطي العديد من التلال والتلال في حوض نهر بودر في وايومنغ وفي غرب داكوتا الشمالية تسمى بورسيلانيت ، والتي تشبه نفايات حرق الفحم «الكلنكر» أو «سكوريا» البركانية.  الكلنكر عبارة عن صخور انصهرت بالحرق الطبيعي للفحم. في حوض نهر بودر تم حرق ما يقرب من 27 إلى 54 مليار طن من الفحم خلال الثلاثة ملايين سنة الماضية.  تم الإبلاغ عن حرائق الفحم البرية في المنطقة من قبل لويس وكلارك إكسبيديشن بالإضافة إلى المستكشفين والمستوطنين في المنطقة.

### تغير المناخ
التأثير الأكبر والأطول مدى لاستخدام الفحم هو إطلاق ثاني أكسيد الكربون ، وهو أحد غازات الدفيئة التي تسبب تغير المناخ . وكانت محطات توليد الطاقة التي تعمل بالفحم المساهم العالمي الأكبر في نمو انبعاثات ثاني أكسيد الكربون في عام 2018،  40٪ من إجمالي انبعاثات الوقود الأحفوري،  وأكثر من ربع مجموع الانبعاثات.  يمكن أن ينبعث من تعدين الفحم غاز الميثان ، وهو غاز مؤذ آخر.
في عام 2016، بلغ إجمالي انبعاثات ثاني أكسيد الكربون في العالم من استخدام الفحم 14.5 جيجا طن.  مقابل كل ميغاواط في الساعة يتم توليدها ، ينتج عن توليد الطاقة الكهربائية بحرق الفحم حوالي طن من ثاني أكسيد الكربون ، وهو ضعف ما يقرب من 500 كجم من ثاني أكسيد الكربون المنبعثة من محطة كهربائية تعمل بالغاز الطبيعي .  في عام 2013، نصح رئيس وكالة المناخ التابعة للأمم المتحدة بضرورة ترك معظم احتياطيات الفحم في العالم في باطن الأرض لتجنب الاحتباس الحراري الكارثي.  للحفاظ على ظاهرة الاحتباس الحراري أقل من 1.5 درجة مئوية أو درجتين مئويتين ، ستجبر مئات ، أو ربما الآلاف ، من محطات الطاقة التي تعمل بالفحم إلى التقاعد مبكرًا.

## حلول لتخفيف التلوث
تخفيف تلوث الفحم ، الذي يسمى أحيانًا الفحم النظيف ، عبارة عن سلسلة من الأنظمة والتقنيات التي تسعى إلى التخفيف من الأثر الصحي والبيئي للفحم ؛  وجه الخصوص تلوث الهواء من محطات الطاقة التي تعمل بالفحم ، ومن الفحم المحروق بواسطة الصناعات الثقيلة .
التركيز الأساسي هو على ثاني أكسيد الكبريت (SO 2)و أكاسيد النيتروجين (NO ) ، وأهم الغازات التي تسبب المطر الحمضي . والجسيمات التي تسبب تلوث الهواء وضوحا والمرض والوفيات المبكرة. SO 2 يمكن إزالتها عن طريق إزالة الكبريت من غاز المداخن، وNO 2 من تخفيض التحفيزي الانتقائي (SCR). يمكن إزالة الجسيمات بواسطة المرسبات الكهروستاتيكية . على الرغم من أنها ربما تكون أقل كفاءة ، إلا أن أجهزة الغسل الرطب يمكنها إزالة الغازات والجسيمات. الحد من الرماد المتطاير يقلل من انبعاثات المواد المشعة . يمكن تقليل انبعاثات الزئبق حتى 95٪.  ومع ذلك ، فإن التقاط انبعاثات ثاني أكسيد الكربون من الفحم ليس مجديًا اقتصاديًا بشكل عام.

### المعايير
وتشمل معايير التلوث المحلية GB13223-2011 (الصين)، والهند،  و التوجيه الانبعاثات الصناعية (EU) وقانون الهواء النظيف (الولايات المتحدة).

### مراقبة الأقمار الصناعية
تُستخدم مراقبة الأقمار الصناعية الآن للتحقق من البيانات الوطنية ، على سبيل المثال ، أظهر سينتينيل-5 بريكوسور أن التحكم الصيني في ثاني أكسيد الكبريت كان ناجحًا جزئيًا فقط.  وقد كشفت أيضا أن قلة استخدام التكنولوجيا مثل SCR أدى إلى ارتفاع انبعاثات ثاني أكسيد النيتروجين في جنوب أفريقيا والهند.

### محطات توليد الطاقة ذات الدورة المركبة
تم بناء عدد قليل من محطات الطاقة التي تعمل بالفحم ذات الدورة المتكاملة للتغويز (IGCC) باستخدام تغويز الفحم . على الرغم من أنها تحرق الفحم بشكل أكثر كفاءة وبالتالي تنبعث منها تلوثًا أقل ، إلا أن التكنولوجيا لم تثبت بشكل عام أنها قابلة للتطبيق اقتصاديًا للفحم، باستثناء ربما في اليابان على الرغم من أن هذا مثير للجدل.

### احتجاز الكربون وتخزينه
على الرغم من أنه لا يزال قيد البحث المكثف واعتباره مجديًا اقتصاديًا لبعض الاستخدامات بخلاف الفحم ؛ تم اختبار التقاط الكربون وتخزينه في محطات توليد الطاقة التي تعمل بالفحم في بيترا نوفا وباونداري دام ووجد أنه مجدي تقنيًا ولكن غير مجدي اقتصاديًا للاستخدام مع الفحم ، بسبب التخفيضات في تكلفة تكنولوجيا الطاقة الشمسية الكهروضوئية.

## اقتصاديات
في عام 2018، تم استثمار 80 مليار دولار أمريكي في إمدادات الفحم ولكن جميعها تقريبًا للحفاظ على مستويات الإنتاج بدلاً من فتح مناجم جديدة.  على المدى الطويل ، يمكن أن يكلف الفحم والنفط تريليونات الدولارات في العالم سنويًا.  الفحم وحده قد يكلف أستراليا مليارات الدولارات ،  حين أن التكاليف لبعض الشركات أو المدن الصغيرة يمكن أن تصل إلى ملايين الدولارات.  قد تكون الهند والولايات المتحدة هي الاقتصادات الأكثر تضررًا من الفحم (عبر تغير المناخ) لأنهما البلدان ذات التكلفة الاجتماعية الأعلى للكربون.  القروض المصرفية لتمويل الفحم تشكل خطرًا على الاقتصاد الهندي.
اما الصين فهي أكبر منتج للفحم في العالم. لذا فهي أكبر مستهلك للطاقة في العالم ، ويمد الفحم في الصين 60٪ من طاقتها الأولية. ومع ذلك، فإن خمسي محطات توليد الطاقة بالفحم في الصين تشير التقديرات إلى أنها تتكبد خسائر.
يكلف تلوث الهواء الناجم عن تخزين الفحم ومعالجته الولايات المتحدة الأمريكية ما يقرب من 200 دولار لكل طن إضافي مخزّن ، بسبب PM2.5.  يكلف تلوث الفحم الاتحاد الأوروبي 43 مليار يورو سنويًا. تدابير خفض تلوث الهواء تفيد الأفراد مالياً واقتصاديات الدول  مثل الصين.
تم تقدير إجمالي الإعانات المحددة للفحم في عام 2015 بحوالي 2.5 تريليون دولار أمريكي ، أي حوالي 3٪ من إجمالي الناتج المحلي العالمي.  واعتبارا من 2019 تقدم البلدان في مجموعة العشرين على الأقل 63.9 بليون $  من الحكومة الدعم سنويا لإنتاج الفحم، بما في ذلك الطاقة التي تعمل بالفحم: كثير من الدعم من المستحيل تحديده  ولكنه يشمل 27.6 بليون $ في التمويل العام المحلي والدولي ، و 15.4 مليار دولار أمريكي في الدعم المالي ، و 20.9 مليار دولار أمريكي في استثمارات الشركات المملوكة للدولة (SOE) سنويًا.  في الاتحاد الأوروبي ، تم حظر مساعدات الدولة للمحطات الجديدة التي تعمل بالفحم اعتبارًا من عام 2020، والمحطات القائمة التي تعمل بالفحم اعتبارًا من عام 2025.  يتم توفيره ومع ذلك التمويل الحكومي لمحطات الكهرباء التي تعمل بالفحم الجديدة عبر الاستيراد والتصدير يعتبر بنك الصين ،  و بنك اليابان للتعاون الدولي وبنوك القطاع العام الهندية.  وقطاع الفحم في كازاخستان المتلقي الرئيسي لإعانات استهلاك الفحم التي بلغ مجموعها 2 مليار دولار أمريكي في عام 2017. ولقد استفاد الفحم في تركيا أيضا من دعم كبير.

### الأصول التي تقطعت بهم السبل
قد تصبح بعض محطات الطاقة التي تعمل بالفحم أصولًا عالقة ، على سبيل المثال ، تخاطر شركة شاينا انرجي انفستمنت ، أكبر شركة طاقة في العالم ، بخسارة نصف رأس مالها.  ومع ذلك ، فإن مرافق الكهرباء المملوكة للدولة مثل اسكوم في جنوب إفريقيا ، نيجارا في إندونيسيا ، ساراواك انرجي في ماليزيا ، تايباور في تايوان، ايجات في تايلاند ، فيتنام للكهرباء واواش في تركيا تقوم ببناء أو تخطيط محطات جديدة.  اعتبارًا من عام 2019 قد يساعد هذا في إحداث فقاعة كربون مما قد يتسبب في عدم الاستقرار المالي إذا انفجر.

منجم الفحم المفتوح في جارزويلر، ألمانيا. بانوراما عالية الدقة.

## اقرأ أيضًا
- الفحم المضغوط
- غبار فحم
- الفحم النباتي الخشبي
- الفحم النفطي
- منجم فحم تسول فيرأين
- نفط
- وقود
- غاز حجر الأردواز
- قائمة الدول حسب إنتاج الفحم
- انبعاثات غاز المداخن الناجمة عن احتراق الوقود الحفري
- إزالة قمة جبلية لأغراض تعدينية
- دقيقة بنيوية
- غاز طبيعي مسال